# Aluísio de Castro
Aluísio de Castro foi um político brasileiro, parlamentar constituinte no ano de 1946 e deputado federal pelo estado da Bahia entre os anos de 1946 e 1967.

## Biografia
Aluísio de Castro nasceu no município brasileiro de Salvador no dia 8 de junho de 1901, filho de Ernestino Álvaro de Sousa Castro e de Etelvina Sanches de Sousa Castro.